# Pasaporte checo

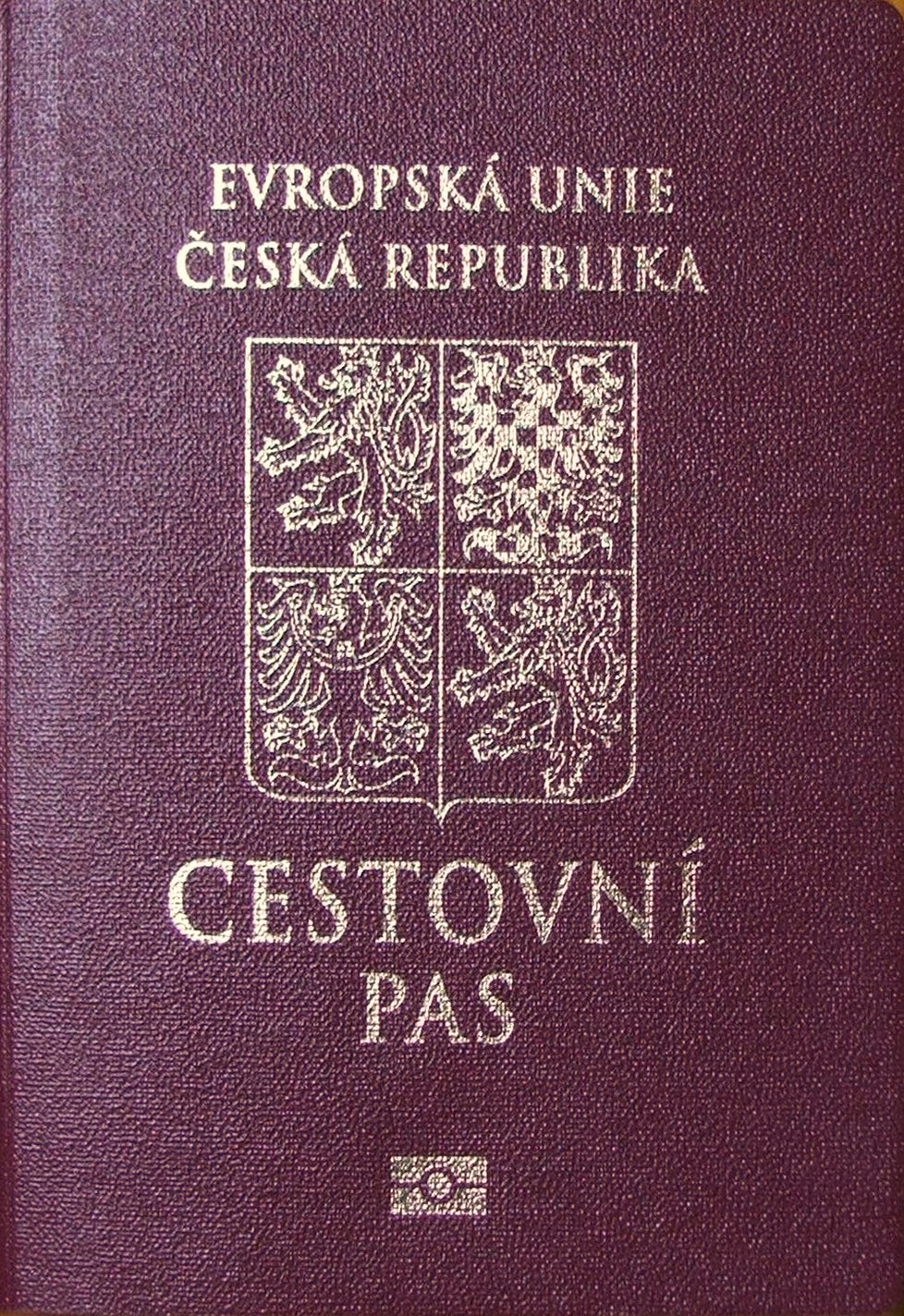

El pasaporte checo (checo: cestovní pas) es un documento de viaje internacional expedido a nacionales de la República Checa, que también puede servir como prueba de la ciudadanía checa. Además de permitir al portador viajar internacionalmente y servir de indicación de la ciudadanía checa, el pasaporte facilita el proceso de asegurar la asistencia de los funcionarios consulares checos en el extranjero o de otros Estados miembros de la Unión Europea en caso de ausencia de un consular checo.
De acuerdo con el Índice de Restricciones de Visa de 2014, los ciudadanos checos pueden visitar 162 países sin visa o con una visa concedida a su llegada. Los ciudadanos checos pueden vivir y trabajar en cualquier país de la UE como resultado del derecho de libre circulación y residencia concedido en el artículo 21 del Tratado UE.
Todo ciudadano checo es también ciudadano de la Unión Europea. La nacionalidad permite la libre circulación y residencia en cualquiera de los estados de la Unión Europea, Suiza y el Espacio Económico Europeo, pero en la práctica se necesita un pasaporte o una tarjeta de identidad nacional para su identificación.

## Aplicación
El pasaporte es expedido por el Ministerio del Interior (Ministerstvo vnitra), y como es costumbre internacional sigue siendo propiedad de la República Checa y puede ser retirado en cualquier momento. Es un documento válido de la prueba de la ciudadanía según la ley de la nacionalidad checa. Los ciudadanos pueden tener pasaportes múltiples al mismo tiempo, y los niños pueden ser incluidos en el pasaporte. El Ministerio de Asuntos Exteriores publica esporádicamente una lista de países con arreglos de viaje sin visado con la República Checa.

## Diseño
Los pasaportes checos son de color burdeos como otros pasaportes de la Unión Europea, con el escudo de armas checo estampado en el centro de la portada. Las palabras "EVROPSKÁ UNIE" (español: Unión Europea) y "ČESKÁ REPUBLIKA" (español: República Checa) están inscritas sobre el escudo de armas y las palabras "CESTOVNÍ PAS" están inscritas debajo del escudo. Los pasaportes checos se adhieren al diseño común de la UE ya los requisitos de la Organización de Aviación Civil Internacional.

### Página de información de identidad
- Foto del titular del pasaporte Tipo (P)
- Código (CZE)
- N.° de pasaporte
- Apellido
- Nombre/s de pila
- Nacionalidad (Česká republika / República Checa)
- Fecha de nacimiento
- Lugar de nacimiento
- Sexo
- Fecha de emisión
- Fecha de vencimiento
- Autoridad
- Firma del titular
- N.° de personal

El área más baja de la página de datos contiene la Máquina-zona legible.

### Nota de pasaporte

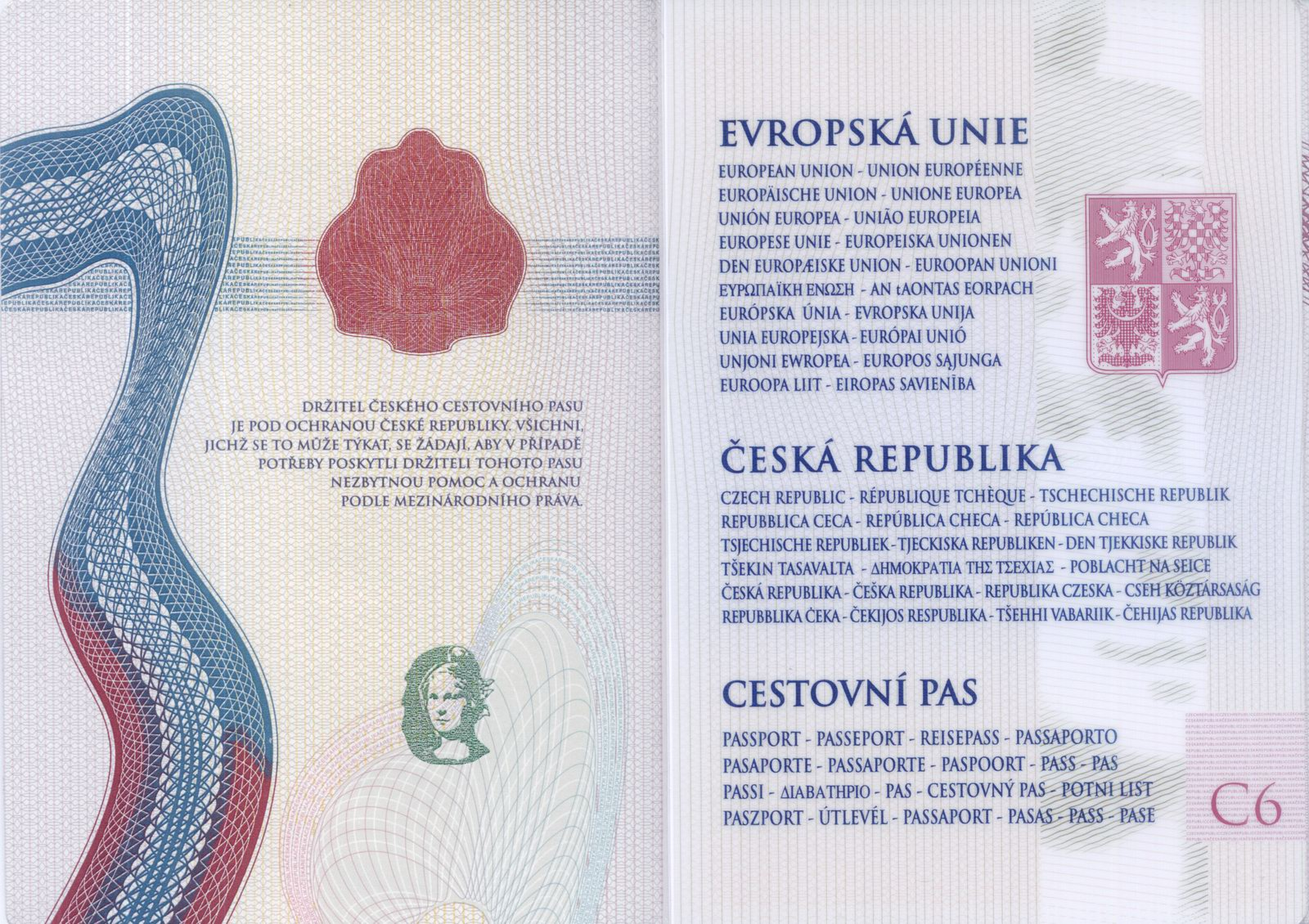
Las páginas interiores de un contemporáneos checos biometric pasaporte

Los pasaportes suelen contener un mensaje del ministro o funcionario encargado de la expedición de pasaportes dirigido a los funcionarios de los estados extranjeros, solicitando que el ciudadano que lleva el pasaporte se le permita pasar libremente por el estado y, en caso de necesidad, proporcionar asistencia consistente con las normas internacionales. Hoy en día este tratamiento se espera más que solicitado, pero el mensaje sigue siendo una tradición. Los pasaportes checos llevan este mensaje solamente en la lengua checa, en mayúsculas y como sigue:
Držitel českého cestovního pasu je Vaina ochranou České republiky. Všichni, jichž se a může týkat, se žádají, aby v případě potřeby poskytli držiteli tohoto pasu nezbytnou pomoc un ochranu podle mezinárodního práva.
El mensaje anterior, traducido, sería:
El titular de un pasaporte checo está bajo la protección de la República Checa. Se ruega a todos los interesados que, en caso de necesidad, faciliten al titular de este pasaporte toda la ayuda y protección indispensables en virtud del derecho internacional.

### Idiomas
La página de datos está impresa en checo, inglés y francés, seguido de unas pocas páginas más tarde con traducciones a todas las demás lenguas oficiales de la UE y al ruso.

## Requisitos de visado

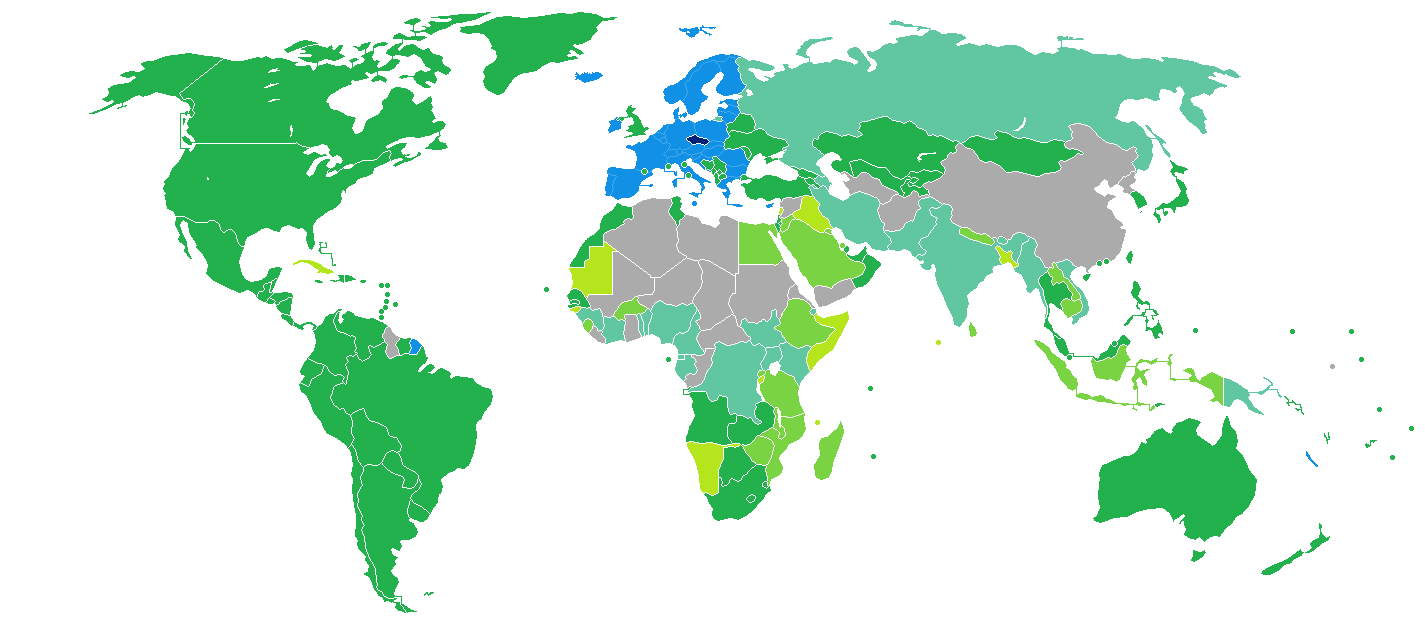
Requisitos de visado para ciudadanos checos
República Checa
Libre movimiento (Espacio Schengen)
No requiere visa
Visa a la llegada
eVisa
Visa disponible tanto a la llegada como en línea
Se requiere visa antes de la llegada

En 2014, los ciudadanos checos disponían de acceso sin visado o visa a su llegada a 162 países y territorios, por lo que la clasificación de la nacionalidad checa en el mundo 10 (en relación con Hungría) de acuerdo con el Índice de Restricciones de Visa.

## Historia

### Pasaportes no legibles por máquina
Estas series se han vuelto obsoletas y sólo se emiten por razones de emergencia debido a un procesamiento más rápido.

#### 1993 serie de pasaporte
El primer pasaporte de la República Checa, expedido entre la disolución de Checoslovaquia y 31 de marzo de 2000, con una validez de diez años.
La página de datos está dentro de la contraportada e impresa en checo e inglés. La fotografía se adjunta con adhesivo. Estas características permanecen constantes para todos los pasaportes no legibles por máquina

#### 1998 serie de pasaporte
Emitido:
- Desde 2000 hasta el 30 de junio de 2000 con una validez de diez años.
- Del 1 de julio de 2000 al 31 de agosto de 2006 con una validez de un año.
- Desde el 1 de septiembre de 2006 hasta el 31 de diciembre de 2006 con una validez de seis meses, o para ciudadanos menores de cinco años con una validez de un año.

#### Serie de pasaporte 2005
Emitido:
- Desde 2000 hasta el 30 de junio de 2000 con una validez de diez años.
- Desde el 1 de septiembre de 2006 hasta el 31 de diciembre de 2009 con una validez de seis meses, o para los ciudadanos menores de cinco años de edad con una validez de un año.

#### Serie de pasaporte 2007
Emitido a partir de febrero de 2007 con una validez de seis meses, o para los ciudadanos menores de cinco años de edad con una validez de un año.

### Pasaportes de lectura mecánica

#### Serie de pasaporte 2000
Expedido del 1 de julio de 2000 al 15 de marzo de 2005 con una validez de diez años, o para ciudadanos menores de quince años de edad con una validez de cinco años.
La página de datos está dentro de la contraportada e impresa en checo e inglés. La fotografía se imprime en la página.
```
Expedido desde el 16 de marzo de 2005 al 31 de agosto de 2006 hasta el con una validez de diez años, o para ciudadanos menores de quince años con una validez de cinco años.
```

Como es la primera serie de pasaportes emitida tras la integración de la República Checa a la Unión Europea, es el primero en llevar las palabras "Evropská Unie" y ha sido modificado para ajustarse al diseño estándar de pasaporte de la UE. La página de datos se trasladó a la página dos y se añadió el idioma francés. Las páginas seis y siete llevan ahora traducciones de los campos de datos a dieciocho idiomas de la Unión Europea y el ruso.

#### Serie de pasaporte 2006
Emitido a partir del 1 de septiembre de 2006 con una validez de diez años, o para los ciudadanos menores de quince años de edad con una validez de cinco años.
La serie 2006 fue el primer pasaporte biométrico emitido por la República Checa. La página de datos se imprime ahora en una tarjeta de policarbonato y la fotografía se graba con láser.

#### Serie de pasaporte 2009
En marzo de 2009 comenzó a emitirse una nueva serie. El cambio más notable es la adición de dos huellas dactilares, una del dedo índice en cada mano para ajustarse a las nuevas regulaciones de la UE.

### Pasaportes de servicio
Emitidos a:
- El Fiscal Supremo de la República Checa
- Viceministros del Gobierno de la República Checa
- El vicepresidente del Tribunal Supremo de la República Checa
- El vicepresidente de la Oficina Superior de Auditoría de la República Checa
- El secretario de la Cámara de Diputados de la República Checa
- El secretario del Senado de la República Checa
- El secretario del Gobierno de la República Checa
- El secretario del Presidente de la República Checa
- Empleados del Ministerio de Relaciones Exteriores
- Empleados de las embajadas y consulados de la República Checa

#### 1993 pasaporte de Servicio serie
El primer pasaporte de servicio emitido después de la disolución de Checoslovaquia.

#### 2002 pasaporte de Servicio serie
Con la entrada de la República Checa en la Unión Europea en 2004 ya no es la serie actual emitida.

### Pasaportes diplomáticos
emitidos a:
- El Presidente de la República Checa (y expresidentes)
- Ministros del Gobierno de la República Checa
- Miembros del Parlamento de la República Checa
- Magistrados del Tribunal Constitucional de la República Checa
- El presidente del Tribunal Supremo Administrativo de la República Checa
- El presidente de la Corte Suprema de la República Checa
- El presidente de la Oficina de Auditoría Suprema de la República Checa
- El cónyuge de:
  -     - El Presidente de la República Checa
    - El Presidente de la Cámara de Diputados del Parlamento de la República Checa
    - El Presidente del Senado del Parlamento de la República Checa Ministros del Gobierno de la República Checa
    - El presidente del Tribunal Supremo Administrativo de la República Checa
    - El presidente de la Corte Suprema de la República Checa
    - El presidente del Tribunal Constitucional de la República Checa
- Personal diplomático

#### 1993 serie de pasaportes diplomáticos
El primer pasaporte diplomático emitido después de la disolución de Checoslovaquia.

#### 2001 pasaporte Diplom2ático serie
Con la entrada de la República Checa en la Unión Europea en 2004 ya no es la serie actual emitida.